# 1923 год в музыке

## События
- В США впервые начинаются регулярные записи джаза[1]. Выходят первые альбомы многих блюзовых и джазовых исполнителей: Бесси Смит, Кинг Оливера, Луи Армстронга, Джелли Ролл Мортона, Сиднея Беше.
- В Советском Союзе джаз-банд впервые сопровождает официальные празднества[2].
- Написана новая музыка для царского гимна Болгарии.
- Фиддлин Джон Карсон выпускает свою версию песни «The Little Old Log Cabin in the Lane», которая становится первой коммерчески успешной записью музыки кантри и даёт начало кантри-индустрии.

## Награды
- Звание заслуженного артиста Республики получил И. В. Тартаков.

## Академическая музыка
- Основаны Симфонический оркестр Берлинского радио и Венгерский национальный филармонический оркестр.

## Опера
- Основана Сан-Францисская опера.

## Выпущенные альбомы
- The Young Louis Armstrong (Луи Армстронг)
- Unique Sidney (Сидней Беше)
- In New York (Сидней Беше)

## Родились

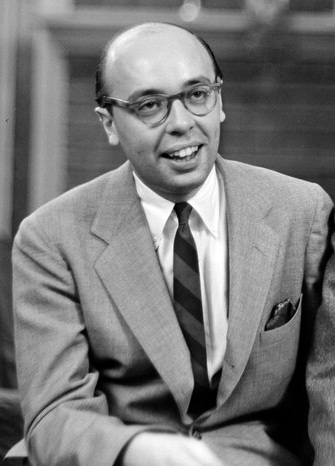
Ахмет Эртегюн

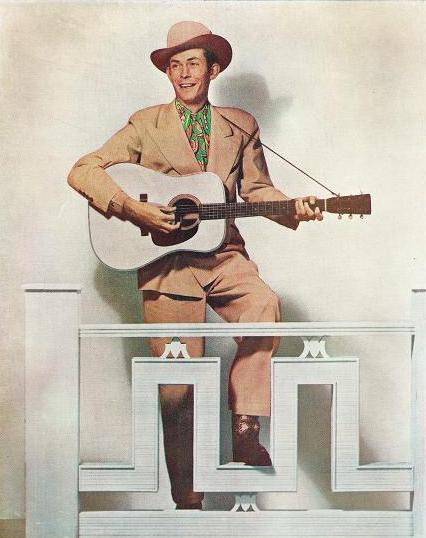
Хэнк Уильямс

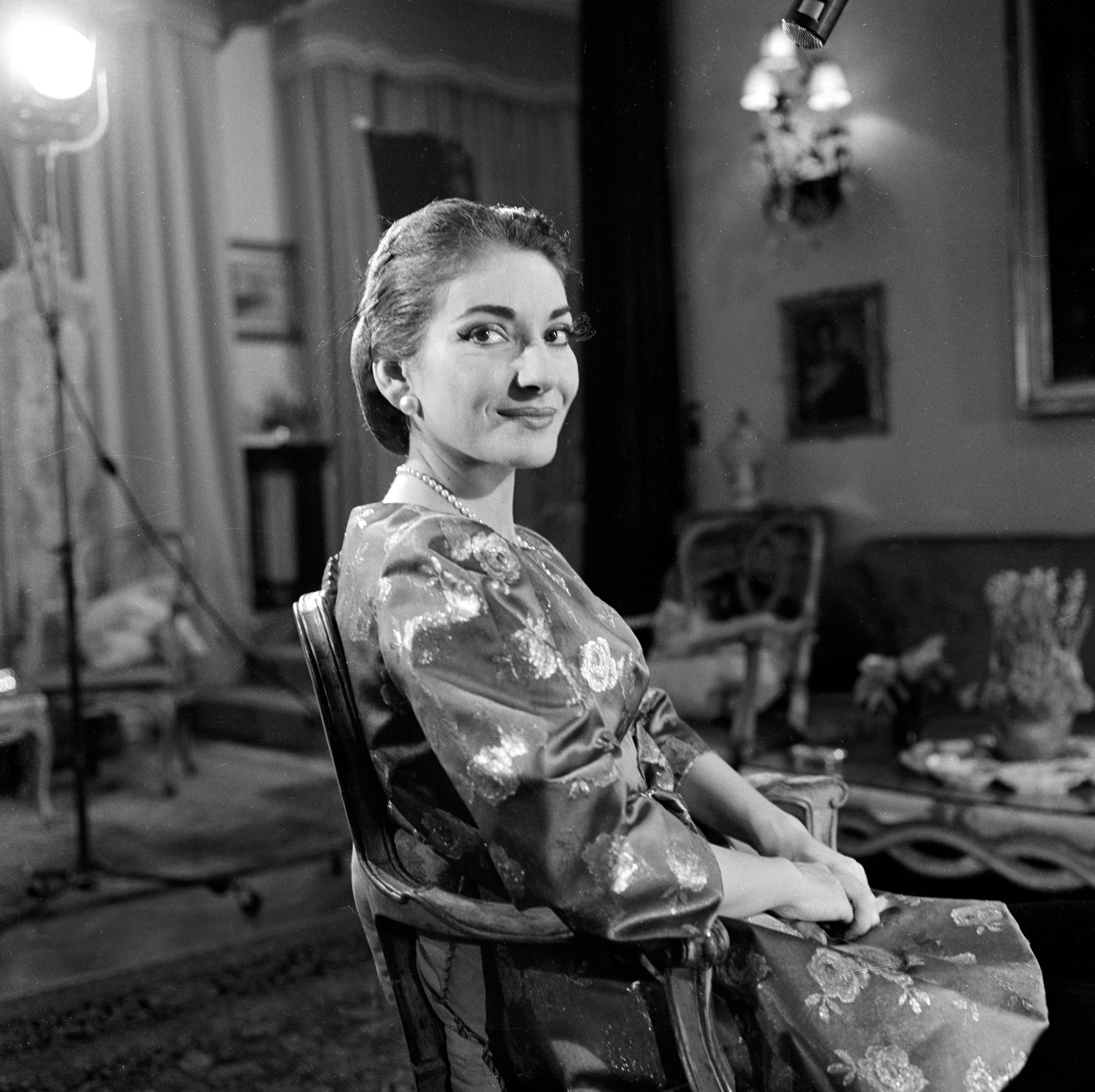
Мария Каллас

### Январь
- 1 января — Милт Джексон (ум. 1999) — американский джазовый вибрафонист, участник ансамбля Modern Jazz Quartet
- 5 января — Сэм Филлипс (ум. 2003) — американский продюсер, основатель рекорд-лейбла Sun Records
- 13 января — Кармен Морель[исп.] (ум. 2015) — испанская актриса и певица
- 20 января
  - Нора Брокстедт (ум. 2015) — норвежская эстрадная певица
  - Рафаэль Друян (ум. 2002) — американский скрипач советского происхождения
- 21 января — Аркадий Остромецкий (ум. 2002) — советский и белорусский цимбалист
- 22 января — Лесли Бассетт[англ.] (ум. 2016) — американский композитор
- 26 января — Энн Джеффрис (ум. 2017) — американская актриса и певица
- 28 января
  - Фаусто Папетти (ум. 1999) — итальянский альтовый саксофонист
  - Иво Робич (ум. 2000) — югославский и хорватский композитор, певец и поэт

### Февраль
- 1 февраля — Иван Яшкевич (ум. 2000) — советский и украинский композитор, баянист и музыкальный педагог
- 13 февраля — Владимир Царский (ум. 1999) — советский и российский певец
- 15 февраля — Ханлар Меликов (ум. 1999) — советский и азербайджанский музыковед
- 18 февраля — Григорий Головинский (ум. 2002) — советский и российский музыковед
- 23 февраля — Хасан Карданов (ум. 2019) — советский и российский кабардинский композитор
- 24 февраля
  - Джим Лаунсбери[англ.] (ум. 2006) — американский радиоведущий
  - Галли Матросова (ум. 2020) — советская и российская альтистка и музыкальный педагог
  - Дэвид Сойер (ум. 2010) — американский виолончелист
  - Фред Стейнер (ум. 2011) — американский композитор, дирижёр, оркестровщик, историк кино и аранжировщик
- 25 февраля — Елизавета Суриц (ум. 2021) — советский и российский балетовед и театральный критик

### Март
- 2 марта — Оррин Кипньюс[англ.] (ум. 2015) — американский писатель и музыкальный продюсер
- 3 марта — Док Уотсон (ум. 2012) — американский гитарист, композитор и певец
- 8 марта — Франтишек Чех (ум. 1999) — чехословацкий и чешский флейтист и музыкальный педагог
- 10 марта — Вальтер Оякяэр (ум. 2016) — советский и эстонский композитор и публицист
- 16 марта — Димитрий Маркевич (ум. 2002) — швейцарский виолончелист украинского происхождения
- 23 марта — Марта Райт[англ.] (ум. 2016) — американская актриса и певица
- 25 марта — Бонни Гитар (ум. 2019) — американская кантри-певица и гитаристка

### Апрель
- 2 апреля
  - Жорж Октор (ум. 2020) — бельгийский скрипач и дирижёр
  - Геновайте Сабаляускайте (ум. 2020) — советская и литовская балерина, балетмейстер, хореограф и балетный педагог
- 20 апреля — Тито Пуэнте (ум. 2000) — американский музыкант, композитор и аранжировщик
- 25 апреля — Альберт Кинг (ум. 1992) — американский блюзовый певец, гитарист и автор песен

### Май
- 1 мая — Юрий Буков (ум. 2006) — болгарский пианист
- 9 мая — Бекен Жилисбаев (ум. 2015) — советский и казахстанский певец и музыкальный педагог
- 16 мая — Виктор Ванслов (ум. 2019) — советский и российский педагог, музыковед, балетовед и критик
- 23 мая — Франсуа Лезюр (ум. 2001) — французский музыковед
- 27 мая — Анна Кантор (ум. 2021) — советская и российская пианистка и музыкальный педагог

### Июнь
- 8 июня — Карел Гуйвартс (ум. 1993) — бельгийский композитор
- 10 июня — Эмиль Горовец (ум. 2001) — советский, израильский и американский певец и композитор
- 23 июня — Жермена Гейне-Вагнер (ум. 2017) — советская и латвийская оперная певица (сопрано) и музыкальный педагог

### Июль
- 12 июля — Георгий Сальников (ум. 2015) — советский и российский композитор и музыкальный педагог
- 18 июля — Эктор Тосар (ум. 2002) — уругвайский композитор, пианист, дирижёр и музыкальный педагог
- 31 июля — Ахмет Эртегюн (ум. 2006) — турецкий и американский бизнесмен и музыкальный продюсер, основатель лейбла Atlantic Records

### Август
- 10 августа — Ронда Флеминг (ум. 2020) — американская актриса и певица
- 12 августа — Джин Суэйн (ум. 2000) — американская певица
- 15 августа — Роуз Мари (ум. 2017) — американская актриса и певица
- 17 августа — Ларри Риверс (ум. 2002) — американский художник, джазовый саксофонист и скульптор
- 24 августа — Добрин Петков (ум. 1987) — болгарский дирижёр, скрипач и пианист

### Сентябрь
- 17 сентября
  - Хэнк Уильямс (ум. 1953) — американский автор-исполнитель, «отец современной музыки кантри»
  - Ральф Шэрон[англ.] (ум. 2015) — британский и американский пианист и аранжировщик
- 23 сентября — Шандор Конья (ум. 2002) — венгерский оперный певец (тенор)

### Октябрь
- 3 октября — Станислав Скровачевский (ум. 2017) — польский и американский дирижёр и композитор
- 11 октября — Леопольд Андреев (ум. 2015) — советский и российский контрабасист и музыкальный педагог
- 12 октября — Екатерина Иофель (ум. 2017) — советская и российская оперная певица (меццо-сопрано) и музыкальный педагог
- 16 октября — Ася Султанова (ум. 2021) — советский, российский и азербайджанский композитор
- 17 октября — Шушаник Апоян (ум. 2015) — советский и армянский музыковед, пианистка и музыкальный педагог
- 20 октября — Роберт Крафт (ум. 2015) — американский дирижёр и музыковед
- 23 октября — Нед Рорем (ум. 2022) — американский композитор

### Ноябрь
- 2 ноября
  - Сака Аквей (ум. 2007) — ганский композитор, драматург, скульптор и дизайнер текстиля
  - Перл Карр (ум. 2020) — британская певица
- 5 ноября — Бисерка Цвеич (ум. 2021) — югославская и сербская оперная певица (меццо-сопрано) и музыкальный педагог
- 6 ноября — Даурен Абиров (ум. 2001) — советский и казахский артист балета и балетмейстер
- 12 ноября — Алирио Диас (ум. 2016) — венесуэльский гитарист и композитор
- 15 ноября — Нараянсвами (ум. 2002) — индийский певец, композитор и музыкальный педагог
- 20 ноября — Тут Тейлор[англ.] (ум. 2015) — американский гитарист и мандолинист
- 23 ноября — Мария Уварова (ум. 2017) — советская и российская певица и хормейстер
- 28 ноября — Ирина Дубинина (ум. 2021) — советская и российская пианистка и музыкальный педагог
- 29 ноября — Инна Зубковская (ум. 2001) — советская и российская балерина и балетный педагог

### Декабрь
- 1 декабря — Яп Спигт (ум. 1999) — нидерландский клавесинист
- 2 декабря — Мария Каллас (ум. 1977) — греческая и американская оперная певица (сопрано)
- 17 декабря — Лонгинс Апкалнс (ум. 1999) — латвийский и немецкий композитор и музыковед
- 18 декабря — Низам Нурджанов (ум. 2017) — советский и таджикский этнограф, театровед, балетовед, театральный критик и педагог
- 24 декабря — Хачатур Нерсисян (ум. 2001) — советский и армянский каманчист и композитор
- 25 декабря — Луис Лэйн (ум. 2016) — американский дирижёр
- 27 декабря — Серж Колло (ум. 2015) — французский альтист и музыкальный педагог
- 28 декабря — Нина Пантелеева (ум. 2000) — советская и российская певица

## Скончались

### Январь
- 5 января — Эммануэль Вирт (80) — немецкий скрипач и альтист

### Февраль
- 2 февраля — Василий Брандт (53/54) — немецкий и русский трубач, дирижёр, композитор и музыкальный педагог
- 17 февраля
  - Теодор Бурада (83) — румынский археолог, фольклорист, этнограф и музыковед
  - Вильгельмина Ельхор (85) — шведская оперная певица (сопрано)
- 26 февраля — Эразм Длусский (66) — русский и польский композитор, пианист и музыкальный педагог

### Март
- 8 марта — Кришьянис Барон (87) — латышский писатель, фольклорист и общественный деятель, собиратель дайн
- 14 марта — Канлы Жусип (49/50) — казахский акын
- 15 марта — Эдуардо Гариэль (62) — мексиканский композитор, пианист и музыкальный педагог
- 16 марта — Август Гёллерих (63) — австрийский музыкальный педагог, музыковед, дирижёр и пианист
- 20 марта — Генри Эдуард Кребиль (69) — американский музыкальный критик, переводчик и музыковед
- 22 марта — Асет Найманбайулы (46/47) — казахский акын, певец и композитор

### Апрель
- 15 апреля — Фридрих Адольф Борсдорф (68) — британский валторнист немецкого происхождения
- 28 апреля — Бернхард Дессау (62) — немецкий скрипач и композитор

### Май
- 30 мая — Камиль Шевийяр (63) — французский композитор и дирижёр

### Июнь
- 14 июня — Рафаэль фон Кёбер (75) — русский и немецкий философ, музыкант и преподаватель

### Июль
- 13 июля
  - Луи Ганн (61) — французский композитор и дирижёр
  - Асгер Хамерик (80) — датский композитор и музыкальный педагог
- 22 июля — Карл Крафт-Лорцинг (67) — австрийский дирижёр и композитор

### Сентябрь
- 15 сентября — Сайед Дарвиш (31) — египетский певец и композитор

### Октябрь
- 22 октября — Виктор Морель (75) — французский оперный певец (баритон)

### Ноябрь
- 7 ноября — Хуго Дехерт (63) — немецкий виолончелист
- 10 ноября — Риччото Канудо (46) — итальянский и французский писатель, эссеист, музыковед, критик и теоретик киноискусства
- 14 ноября — Карл Кипке (72) — немецкий музыкальный критик и редактор
- 19 ноября — Бенджамин Карл Анселд (80) — американский композитор и музыкальный педагог

### Декабрь
- 2 декабря — Томас Бретон[исп.] (72) — испанский композитор и дирижёр
- 14 декабря — Джузеппе Галиньяни (72) — итальянский композитор, дирижёр и музыкальный педагог
- 16 декабря — Готтардо Векки (50) — итальянский и шведский виолончелист
- 19 декабря — Густав Даннройтер (70) — американский скрипач немецкого происхождения
- 22 декабря — Артур Бёрд (67) — американский композитор, пианист и органист
- 25 декабря — Рихард Барт (73) — немецкий скрипач, дирижёр и композитор

### Без точной даты
- Хамит Альмухаметов (61/62) — русский и советский сэсэн, кураист и собиратель башкирского фольклора
- Фрол Банович (29/30) — русский виолончелист
- Иосиф Кесарис (76/77) — греческий композитор и военный музыкант